# Liste de personnalités ayant donné leur nom à une ville
Liste de personnalités ayant donné leur nom à une ville.
- Haut – A
- B
- C
- D
- E
- F
- G
- H
- I
- J
- K
- L
- M
- N
- O
- P
- Q
- R
- S
- T
- U
- V
- W
- X
- Y
- Z

## A
- Abbas Ier le Grand : Bandar Abbas (Iran)
- James Abbott : Abbottabad (Pakistan)
- Abdelkader ibn Muhieddine : Emir Abdelkader (wilaya de Jijel), Zmalet El Emir Abdelkader (wilaya de Tiaret), El Emir Abdelkader (wilaya d'Aïn Témouchent), Elkader (États-Unis)
- Abdülaziz : El Azizia (Libye)
- Adélaïde de Saxe-Meiningen : Adélaïde (Australie)
- Ahmed Shah : Ahmedabad (Inde)
- Hendrik Alberts (en) : Alberton (Afrique du Sud)
- Jalâluddin Muhammad Akbar : Jalalabad (Afghanistan)
- James Edward Alexander : Alexander Bay (Afrique du Sud)
- Alexandre le Grand : Alexandrie (Égypte) ; voir villes fondées par Alexandre le Grand
- Alexandre III (pape) : Alexandrie (Italie)
- Yehouda Hay Alkalay : Or Yehuda (Israël)
- André (apôtre) : St Andrews (Écosse) (Grande-Bretagne), Szentendre (Hongrie), entre autres.
- Anne (reine de Grande-Bretagne) : Annapolis (États-Unis)
- Antoine de Padoue : San Antonio (États-Unis)
- Fiodor Sergueïev dit Camarade Artiom : Artemivsk (Oblast de Donetsk), Artemivsk (Oblast de Louhansk), Artemove (Ukraine)
- Mustafa Kemal Atatürk : Mustafakemalpaşa (Turquie), Kemalpaşa (Turquie)
- (César) Auguste : Césarée (Israël), Kayseri (Turquie), Saragosse (Espagne)
- Aurangzeb : Aurangabad (Inde)
- Vladimir Arseniev : Arseniev (Russie)

## B
- Auguste-Laurent Baudin : Saint-Laurent-du-Maroni
- Justo Rufino Barrios : Puerto Barrios (Guatemala)
- Felipe Enrique Neri, baron de Bastrop : Bastrop (Louisiane)
- Henry Bathurst (3e comte Bathurst) : Bathurst, aujourd'hui Banjul (Gambie)
- Pierre Bayle : Carla-Bayle (France)
- Manuel Belgrano : General Belgrano (Argentine)
- Roger de Beaumont (le Barbu) : Beaumont-le-Roger (France)
- William Hodgins Biggar (en) : Biggar (Canada)
- Mohamed Belouizdad : Belouizdad (Algérie)
- Mestfa Ben Brahim : Mostefa Ben Brahim (Algérie)
- Benjamin Constant Botelho de Magalhães : Benjamin Constant (Brésil)
- Haïm Nahman Bialik : Kiryat-Bialik (Israël)
- Louis-Gustave Binger : Bingerville (Côte d'Ivoire)
- Otto von Bismarck : Bismarck (Dakota du Nord), Bismarck (Illinois), Bismarck (Missouri)
- Boleslav II de Bohême : Mladá Boleslav, Tchéquie
- Hermann Bruno Otto Blumenau : Blumenau (Brésil)
- Simón Bolívar : Bolívar (Colombie), Bolivar (États-Unis), Ciudad Bolívar (Venezuela), Puerto Bolívar (Équateur), etc.
- Bologhine ibn Ziri : Bologhine (Algérie)
- Daniel Boone : Boone (États-Unis)
- Pierre Boucher : Boucherville (Canada)
- Houari Boumédiène : Houari Boumédiène (Algérie)
- Mohamed Boudiaf : Mohammed Boudiaf (Algérie)
- Charles Denis Bourbaki : Bourbaki, aujourd'hui Khemisti (Algérie)
- Joseph Brant : Brantford (Canada)
- Venceslau Brás : Brazópolis, Wenceslau Braz (Minas Gerais), Wenceslau Braz (Paraná), Presidente Venceslau (Brésil)
- Pierre Savorgnan de Brazza : Brazzaville (Congo)
- Thomas Brisbane : Brisbane (Australie)
- Thomas Buchanan : Buchanan (Libéria)
- Maréchal Bugeaud : Bugeaud, aujourd'hui Seraïdi (Algérie)
- Buffalo Bill né William Cody : Cody (Wyoming) (États-Unis)

## C
- Sadi Carnot : Carnot (République centrafricaine)
- Jacques Cartier : Port-Cartier (Canada)
- Catherine Ire de Russie : Iekaterinbourg (Russie)
- Catherine II de Russie : Iekaterinoslav, aujourd'hui Dnipro (Ukraine), Iekaterinodar, aujourd'hui Krasnodar (Russie)
- Carleton Jones : Carletonville (Afrique du Sud)
- Kit Carson : Carson City (États-Unis)
- René-Robert Cavelier de La Salle : LaSalle (Illinois) (États-Unis)
- Charles Ier de Mantoue : Charleville (France)
- Charles II (roi d'Angleterre) : Charleville (Irlande)
- Charles IV (empereur du Saint-Empire) : Karlovy Vary (Tchéquie)
- Charles IX (roi de Suède) : Karlstad (Suède)
- Charles Quint : Charleroi (Belgique)
- Charles-Albert : Albertville (France)
- Charles-Guillaume de Bade-Durlach : Karlsruhe (Allemagne)
- Pierre-François-Xavier de Charlevoix : Charlevoix (Michigan) (États-Unis)
- Charlotte de Mecklembourg-Strelitz : Charlottetown (Canada)
- Pierre Cadet Chouteau : Pierre (Dakota du Sud), Fort Pierre (États-Unis)
- Horloogiyn Choybalsan : Choybalsan (Mongolie)
- Christian IV (roi de Danemark) : Kristianstad (Suède)
- Christine (reine de Suède) : Kristinestad (Finlande)
- Nikolaï Chtchors : Chtchors, aujourd'hui Snovsk (Ukraine)
- Cicéron : Cicero (Illinois)
- Moses Cleaveland : Cleveland (Ohio)
- Jacob de Clerq : Klerksdorp (Afrique du Sud)
- Christophe Colomb : Columbus (Ohio) (États-Unis)
- Constantin Ier : Constantinople (Turquie), Constantine (Algérie)
- James Cook : Cooktown (Australie)
- Hernán Cortés : Puerto Cortés (Honduras)
- Hiram Cox (en) : Cox's Bazar (Bangladesh)
- Davy Crockett : Crockett (Texas)

## D
- George Mifflin Dallas : Dallas (Texas), mais cette étymologie est disputée.
- Charles Darwin : Darwin (Australie)
- George Mercer Dawson : Dawson (Canada)
- Stephen Decatur : Decatur (Alabama), Decatur (Arkansas), Decatur (Géorgie), Decatur (Illinois), Decatur (Indiana), Decatur (Michigan), Decatur (Mississippi), Decatur (New York), Decatur (Tennessee), Decatur (Texas)
- Élie Decazes : Decazeville (France)
- Johann de Kalb : DeKalb (Illinois)
- Denis de Paris : Saint-Denis (Seine-Saint-Denis) (France)
- René Descartes : Descartes (Indre-et-Loire) (France)
- Didouche Mourad : Didouche Mourad (Algérie)
- Félix Dzerjinski : Dzerjinsk (Russie), Dziarjynsk (Biélorussie)
- Benjamin Disraeli : Disraeli (Canada)
- Henry Dodge : Dodgeville (Wisconsin), Fort Dodge (Iowa)
- Adam Dollard des Ormeaux : Dollard des Ormeaux (Canada)
- Donnacona (chef amérindien) : Donnacona (Québec)
- Gordon Drummond : Drummondville (Canada)
- Julien Dubuque : Dubuque (Iowa)
- Benjamin d'Urban : Durban (Afrique du Sud)

## E
- George Eden, premier comte d'Auckland : Auckland (Nouvelle-Zélande)
- Thomas Edison : Edison (New Jersey) (États-Unis)
- Élisabeth (reine des Belges) : Élisabethville, aujourd'hui Lubumbashi (République démocratique du Congo)
- Élisabeth Alexeïevna de Russie : Elizavetpol (Empire russe)
- Friedrich Engels : Engels (Russie)
- Eugénie (Impératrice des Français) : Eugénie-les-Bains (France)

## F
- Fayçal ben Abdelaziz Al Saoud : Faisalabad (Pakistan)
- Nathan Bedford Forrest : Forrest City (États-Unis)
- François Ier (roi de France) : Vitry-le-François (Marne), (France)
- François d'Assise : San Francisco (Californie), (États-Unis)
- Ivan Franko : Ivano-Frankivsk (Ukraine)
- Frédéric II (roi de Danemark) : Fredrikstad (Norvège)
- Frédéric VI (roi de Danemark) : Frederikshavn (Danemark)
- Frédéric Ier : Friedrichshafen (Allemagne)
- Mikhaïl Frounze : Frounze, aujourd'hui Bichkek (Kirghizistan)
- Gregorio Funes : Deán Funes (Argentine)

## G
- Bernardo de Gálvez : Galveston (Texas)
- Youri Gagarine : Gagarine (Russie), Gagarine (Ouzbékistan)
- Vasco de Gama : Vasco da Gama (Goa) (Inde)
- Geneviève de Paris : Sainte-Geneviève-des-Bois (Essonne) (France)
- Émile Gentil : Port-Gentil (Gabon)
- George III : Georgetown (Guyana)
- Georges de Lydda : Saint-Georges (Grenade), Saint George's (Bermudes), entre autres.
- Maxime Gorki : Gorki, aujourd'hui Nijni Novgorod (Russie)
- Gratien : Grenoble (France)
- Guillaume Ier (empereur allemand) : Wilhelmshaven (Allemagne)
- Guillaume III (roi britannique) : Fort William (Écosse) (Royaume-Uni)
- Gustave III : Gustavia (France)
- Dominique de Guzmán : Saint-Domingue (aussi son pays, la République dominicaine)

## H
- Hadrien : Andrinople (Turquie)
- Hannibal Barca : Hannibal (Missouri)
- John Hastings (1er baron Hastings) : Hastingues (France)
- Henry Hamilton : Hamilton (Bermudes)
- Lewis Harcourt (1er vicomte Harcourt) : Port Harcourt (Nigéria)
- Nathaniel Hawthorne : Hawthorne (Californie)
- Rutherford B. Hayes : Villa Hayes (Paraguay)
- Milton S. Hershey : Hershey (Pennsylvanie) (États-Unis)
- Théodore Herzl : Herzliya (Israël)
- Hô Chi Minh : Hô Chi Minh-Ville (Viêt Nam)
- Homère : Homer (Louisiane)
- Samuel Houston : Houston (Texas)
- Alexander von Humboldt : Humboldt (Dakota du Sud) (États-Unis), entre autres.
- Hussein Dey : Hussein-Dey (Algérie)

## I
- Iaroslav le Sage : Iaroslavl (Russie)
- Washington Irving : Irving (Texas)
- Ismaïl Pacha : Ismaïlia (Égypte)
- Ivan III : Ivangorod (Russie)

## J
- Andrew Jackson : Jackson, Jacksonville (États-Unis)
- Jacques de Zébédée : Saint-Jacques-de-Compostelle (Espagne), Santiago (Chili), San Diego (États-Unis), entre autres.
- Thomas Jefferson : Jefferson City, Jeffersontown, plusieurs Jeffersonville  (États-Unis)
- Barthélemy Joliette : Joliette (Québec)
- Benito Juárez : Ciudad Juárez (Mexique)
- Joe Juneau : Juneau (Alaska)

## K
- Mikhaïl Kalinine : Kaliningrad (Russie)
- Ierofeï Khabarov : Khabarovsk (Russie)
- Johann Keetman (de) : Keetmanshoop (Namibie)
- John Fitzgerald Kennedy : Presidente Kennedy (Espírito Santo), Presidente Kennedy (Tocantins)
- Jacob Kettler : Jēkabpils (Lettonie)
- Liaquat Ali Khan : Liaqauatpur (Pakistan)
- Rouhollah Khomeini : Bandar-e Emam Khomeyni (Khouzistan), Khomeynichahr (province d'Ispahan)
- Sergueï Kirov : Kirov (oblast de Kirov), Kirov (oblast de Kalouga), Kirovsk (oblast de Mourmansk), Kirovsk (oblast de Léningrad), Kirovgrad (Russie), Kirawsk (Biélorussie)
- Horatio Herbert Kitchener : Kitchener (Canada)
- Henry Knox : Knoxville (Tennessee)
- Voïne Rimski-Korsakov : Korsakov (Russie)
- Paul Kruger : Krugersdorp (Afrique du Sud)

## L
- Édouard Lefebvre de Laboulaye : Laboulaye (Argentine)
- La Fayette : Lafayette (Californie), Lafayette (Louisiane), Lafayette (Tennessee), etc.
- Jean Lafitte : Jean Lafitte (Louisiane) (États-Unis)
- William Lamb (2e vicomte Melbourne) : Melbourne (Australie)
- Antoine de Lamothe-Cadillac: Cadillac (Michigan)
- François-Joseph-Amédée Lamy : Fort-Lamy (Tchad)
- Victor Emmanuel Largeau : Faya-Largeau (Tchad)
- William Lauderdale : Fort Lauderdale (États-Unis)
- Wilfrid Laurier : Mont-Laurier (Canada)
- Cornelis Lely : Lelydorp (Suriname) et Lelystad (Pays-Bas)
- Nicolas Eugène Levallois : Levallois-Perret (France)
- Vladimir Ilitch Lénine : Oulianovsk, Leninsk-Kouznetski, Leninogorsk, Leninsk
- Léopold II (roi des Belges) : Léopoldville, aujourd'hui Kinshasa (République démocratique du Congo)
- Mikhaïl Lermontov : Lermontov (Russie)
- Meriwether Lewis : Lewiston (Idaho) (États-Unis)
- Abraham Lincoln : Lincoln (Illinois), Lincoln (Nebraska), etc.
- David Livingstone : Livingstone (Zambie)
- Louis IX : Saint-Louis (Missouri) (États-Unis)
- Louis XIII : Port-Louis (Morbihan) (France)
- Louis XIV : Sarrelouis (Allemagne), Port-Louis (Guadeloupe)
- Louis XV : Port-Louis (Maurice), Sant Lluís (Espagne)
- Louis XVI : Louisville (Kentucky) (États-Unis)
- Louise du Royaume-Uni : Louiseville (Canada)
- Adolf Lüderitz : Lüderitz (Namibie)
- Daniel Greysolon, sieur du Lhut : Duluth (Minnesota)
- Hubert Lyautey : Thorey-Lyautey (France)

## M
- James Madison : Madison (Wisconsin), Madison (Virginie-Occidentale), Madisonville (Louisiane)
- Magon Barca : Port Mahon (Espagne)
- Bertrand-François Mahé de La Bourdonnais : Mahébourg, (Maurice)
- Henri Malan : Malanville (Bénin)
- Jalil Mammadkulizade : Djalilabad (Azerbaïdjan)
- Santos Manfredi : Manfredi (Argentine)
- Marie de Hongrie (1505-1558) : Mariembourg (Belgique)
- Lourenço Marques : Lourenço Marques, aujourd'hui Maputo (Mozambique)
- Bernard Xavier Philippe de Marigny de Mandeville : Mandeville (Louisiane)
- Jacques Marquette : Marquette (Michigan)
- Karl Marx : Marks (Russie)
- André Masséna : Massena (New York)
- Jules Mazarin : Chilly-Mazarin
- Maurice de Saxe (1521-1553) : Moritzburg (Allemagne)
- Maximilien Ier (roi de Bavière) : Maxdorf (Allemagne)
- Maximilien II (roi de Bavière) : Maxhütte-Haidhof (Allemagne)
- Collin McKinney : McKinney (Texas)
- William Lamb (Lord Melbourne) : Melbourne (Australie)
- García Hurtado de Mendoza : Mendoza (Argentine)
- Michel (archange) : Arkhangelsk (Russie)
- Honoré-Gabriel Riqueti de Mirabeau: Les Pennes-Mirabeau (France)
- Bernard Montgomery : Colleville-Montgomery (France)
- Richard Montgomery : Montgomery (Alabama)
- James Monroe : Monrovia (Liberia), Monroe Township (comté de Middlesex, New Jersey) (États-Unis), Monroe (Louisiane), entre autres.
- Manuel Montt : Puerto Montt (Chili)
- John Moresby : Port Moresby (Papouasie-Nouvelle-Guinée)
- Aryé-Yéhouda-Léo Motzkin : Kiryat-Motzkin (Israël)
- Murat Rais : Bir Mourad Raïs (Algérie)

## N
- Charles James Napier : Napier (Nouvelle-Zélande)
- Napoléon Bonaparte : Napoleon (Ohio), Napoleonville (Louisiane), Napoleon (Dakota du Nord), Napoleon (Indiana), Napoleon (Missouri), Bonaparte (Iowa)
- Francis Nash : Nashville (Tennessee)
- Nathan Straus : Netanya (Israël)
- Mir Alicher Navoï : Navoï (Ouzbékistan)
- Horatio Nelson : Nelson (Nouvelle-Zélande)
- Nicolas de Myre : San Nicolás de los Arroyos (Argentine), entre autres.
- Nicolas Ier de Russie : Nikolaïevsk-sur-l'Amour (Russie)
- Nicolas II de Russie : Novonikolaïevsk, aujourd'hui Novossibirsk (Russie)
- Noursoultan Nazarbaïev : Nour-Soultan, aujourd'hui Astana (Kazakhstan)

## O
- Olga de Kiev : Olga (Russie)
- Grigory Ordjonikidze : Ordjonikidze (Ukraine), aujourd'hui Pokrov
- Vladimir Illitch Oulianov : Oulianovsk (Russie)
- Ovide : Ovid (New York)

## P
- Henry John Temple, 3e vicomte Palmerston : Palmerston (Australie)
- Pascal Paoli : Paoli (Pennsylvanie)
- Paul Alexandrovitch de Russie : Pavlodar (Kazakhstan)
- Paul de Tarse : Saint Paul (Minnesota) (États-Unis), São Paulo (Brésil), entre autres.
- Floriano Peixoto : Florianópolis (Brésil)
- Philippe II (roi d'Espagne) : Philippeville (Belgique)
- Pierre (apôtre) : Peterborough (Royaume-Uni), Saint-Pierre-Port (Guernesey), entre autres.
- Pierre Ier le Grand : Saint-Pétersbourg (Russie), St. Petersburg (Floride)
- Pierre II du Brésil : Petrópolis et Pedro II (Brésil)
- William Pitt (1er comte de Chatham) : Pittsburgh (États-Unis)
- Joseph-Octave Plessis : Plessisville (Canada)
- Pocahontas : Pocahontas (Iowa), Pocahontas (Arkansas) etc.
- Pontiac (chef outaouais) : Pontiac (Michigan)
- Gervasio Antonio de Posadas : Posadas (Argentine)
- Hendrik Potgieter : Potchefstroom, Potgietersrus (Afrique du Sud)
- Andries Pretorius : Pretoria (Afrique du Sud)
- Wilfrid Prévost : Prévost (Canada)
- Étienne Provost : Provo (États-Unis)
- Prudente de Moraes : Presidente Prudente, Prudentópolis et Prudente de Morais (Brésil)
- Casimir Pulaski : Pulaski (Tennessee), Pulaski (Virginie) etc.

## Q
- Moulvi Syed Qudratullah (en) : Maulvi Bazar (Bangladesh)
- Quentin (martyr) : Saint-Quentin (France)

## R
- Walter Raleigh : Raleigh (Caroline du Nord)
- Jesse Lee Reno : Reno (Nevada)
- Piet Retief : Piet Retief, Pietermaritzburg (Afrique du Sud)
- Paul Revere : Revere (Massachusetts)
- Cardinal de Richelieu : Richelieu (Indre-et-Loire) (France), Richelieu (Québec)
- Colonel Rubino : Rubino (Côte d'Ivoire)
- Rupert du Rhin : Prince Rupert (Colombie-Britannique)

## S
- Sa`d ibn Abi Waqqas : Sadiyah (en) (Irak)
- Anouar el-Sadate : Sadat City (Égypte)
- Salomon : Masjed Soleiman (Iran)
- José de San Martín : Puerto General San Martín (Argentine)
- Alberto Santos-Dumont : Santos Dumont (Brésil)
- Victor Schœlcher : Schœlcher (France)
- John Coape Sherbrooke : Sherbrooke (Québec)
- Norodom Sihanouk : Sihanoukville (Cambodge)
- Harry Smith : Harrismith (Afrique du Sud)
- Joseph Staline : Stalingrad, aujourd'hui Volgograd (Russie), Stalinabad, aujourd'hui Douchanbé (Tadjikistan)
- Henry Morton Stanley : Stanleyville, aujourd'hui Kisangani (République démocratique du Congo)
- John Stark : Starkville (Mississippi)
- Robert Field Stockton : Stockton (Californie), Fort Stockton
- Joaquín Suárez : Joaquín Suárez (Uruguay)
- Antonio José de Sucre : Sucre (Bolivie)

## T
- Jamsetji Tata : Jamshedpur (Inde)
- Charles-Gabriel d'Arsac de Ternay : Terneï (Russie)
- Piotr Ilitch Tchaïkovski : Tchaïkovski (Russie)
- Thérèse-Christine de Bourbon-Siciles : Teresópolis, Teresina, Cristina (Brésil), Imperatriz (Maranhão)
- Henry S. Thibodaux : Thibodaux (Lousiane)
- Maurice Thorez : Thorez (Ukraine)
- Tibère : Tibériade (Israël)
- Josip Broz Tito : Titograd, aujourd'hui Podgorica (Monténégro)
- Palmiro Togliatti : Togliatti (Russie)
- Thomas Townshend (1er vicomte Sydney) : Sydney (Australie)
- Alexandre Tsiouroupa : Tsiouroupynsk, aujourd'hui Olechky (Ukraine)
- Hovhannès Toumanian : Toumanian (Arménie)

## V
- George Vancouver : Vancouver (Canada)
- Hendrik van der Bijl : Vanderbijlpark (Afrique du Sud)
- Giuseppe Verdi : Verdi (Nevada) (États-Unis)
- Victoria (reine) : Victoria (Colombie-Britannique) (Canada), Victoria (Seychelles), Victoriaville (Canada), Victoria West (Afrique du Sud)
- Vladimir II Monomaque : Vladimir (Russie)
- Voltaire : Ferney-Voltaire (France)

## W
- Robert Walpole : Walpole (Massachusetts) (États-Unis)
- George Washington : Washington (district de Columbia) (États-Unis)
- Arthur Wellesley (1er duc de Wellington) : Wellington (Nouvelle-Zélande)
- John Greenleaf Whittier : Whittier (Californie)
- William J. Worth: Fort Worth (Texas - États-Unis)

## Y
- Jacques II (roi d'Angleterre), à l'époque duc d'York : New York (États-Unis)

## Z
- Youcef Zighoud : Zighoud Youcef (Algérie)
- Tariq ibn Ziyad : Gibraltar (Royaume-Uni)

## Autre
À ne pas confondre avec les personnalités nommées d’après une ville :
- philosophes :
  - Euclide de Mégare, né à Mégare
  - Zénon d’Élée, né à Élée
  - Diogène de Sinope, philosophe cynique, né à Sinope
  - Cratès de Thèbes, disciple de Diogène de Sinope puis maître de Zénon de Kition, né à Thèbes
  - Zénon de Kition, fondateur du stoïcisme, né à Kition
  - Pyrrhon d’Élis, fondateur du scepticisme, né à Élis
- artistes :
  - Chrétien de Troyes, probablement né à Troyes
  - Le Pérugin, nommé citoyen d’honneur de Pérouse
  - Léonard de Vinci, né à Vinci
  - Le Corrège, né à Correggio
  - Véronèse, né à Vérone
  - Le Caravage, dont les parents sont nés à Caravaggio
  - Giovanni Pierluigi da Palestrina, né à Palestrina
  - Parmigianino (Le Parmesan), né à Parme
  - Stendhal, nom de plume inspiré de la ville de Stendal
  - Pierre-Jean David, dit David d’Angers, né à Angers
- saints :
  - François d’Assise, né à Assise
  - Antoine de Padoue, a prêché et est mort à Padoue
  - Ignace de Loyola, né à Loiola